# Yingcheng
Yingcheng (en chino, 应城; pinyin, Yìngchéng) es un municipio bajo la administración directa de la ciudad-prefectura de Xiaogan. Se ubica al este de la provincia de Hubei, sur de la República Popular China. Su área es de 1095 km² y su población total para 2018 superó los 650 mil habitantes. 

## Administración
El municipio Yingcheng se divide en 15 pueblos que se administran en 5 subdistritos y 10 poblados.

## Toponimia
El topónimo Yingcheng se compone de los sinogramas Ying (deber) y Cheng (ciudad). En el año 454 AD, durante la dinastía Song del Sur, se estableció Yingcheng. Hay un dicho que dice que debido a que el lugar está ubicado en un punto estratégico, "se debe fortificar la ciudad para su defensa" (应置城为守 Yīngzhì chéng wéishǒu) , de ahí el nombre.